# 皮姆利科小圣雅各堂
皮姆利科小圣雅各堂（St James the Less）是英国伦敦的一座圣公会教堂，位于西敏市皮姆利科，建于1858年至1861年，由乔治埃德蒙 Street设计，哥特复兴风格。这是一座一级登录建筑，被形容为“任何地方最优秀的哥特复兴式教堂之一”。该堂是一座砖砌教堂，最突出的外部特征是独立的意大利风格的塔楼，其内部集成了欧洲大陆中世纪哥特式建筑的元素。

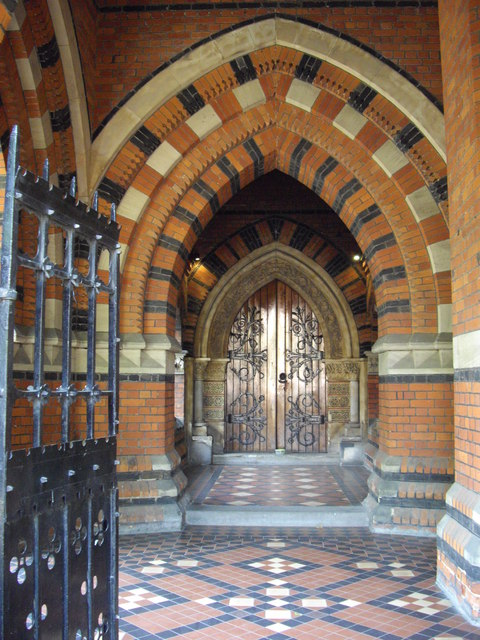
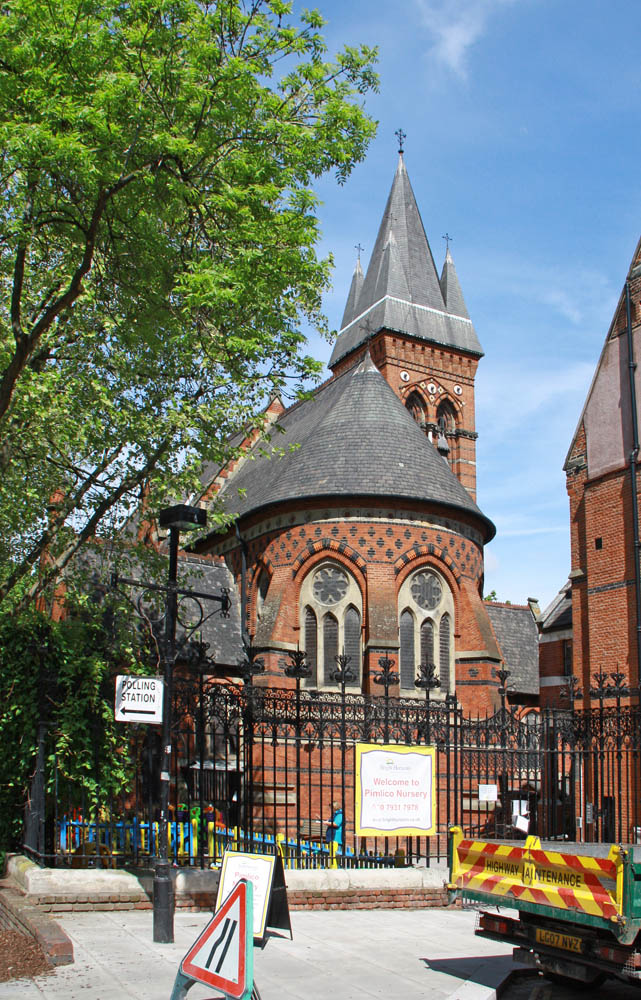
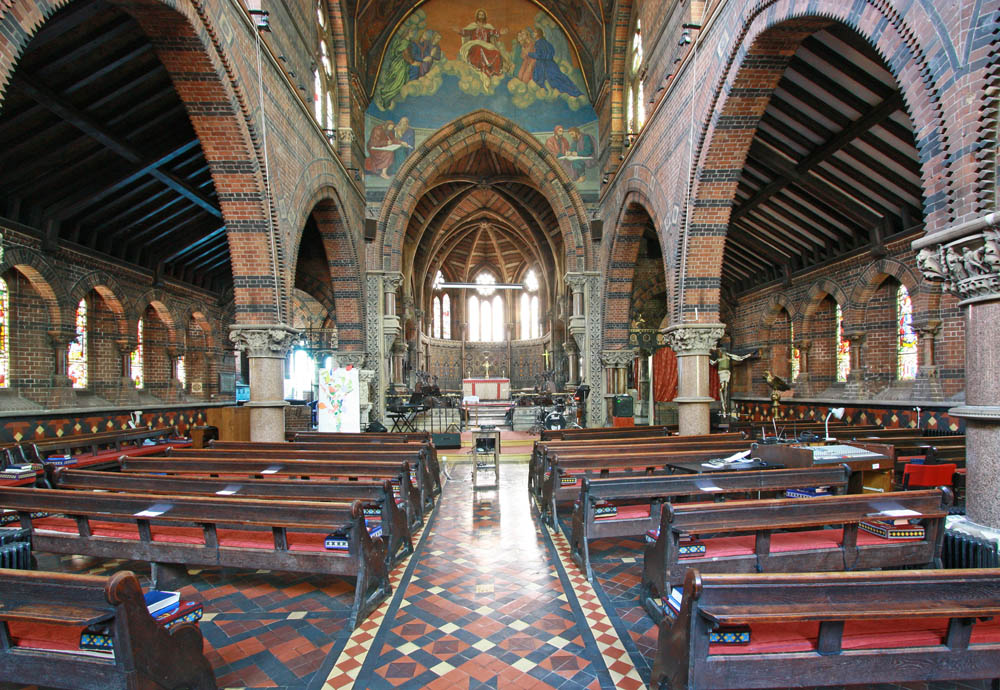
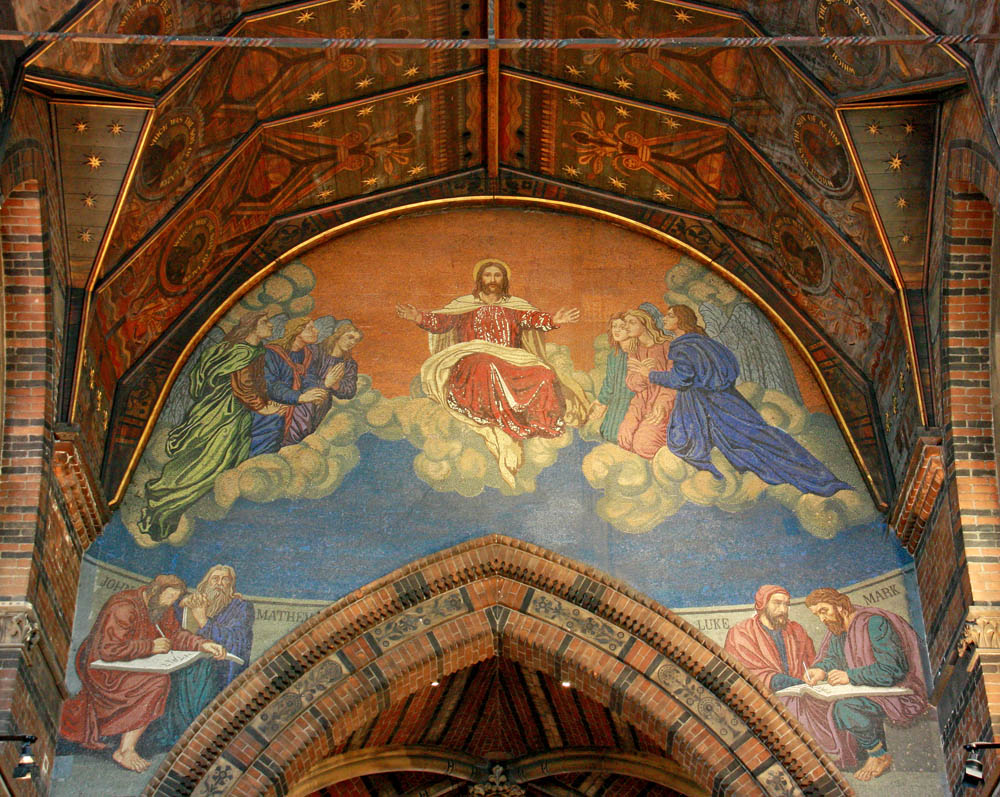